# Огилви, Джеймс, 7-й граф Финдлатер
Джеймс Огилви, 7-й граф Финдлатер и 4-й граф Сифилд (англ. James Ogilvy, 7th Earl of Findlater and 4nd Earl of Seafield; 10 апреля 1750 — 5 октября 1811) — шотландский пэр, ландшафтный архитектор-любитель и филантроп. Он продвигал британский пейзажный сад в континентальной Европе, где щедро тратил деньги на общественные работы и «улучшение пейзажей».

## Ранняя жизнь

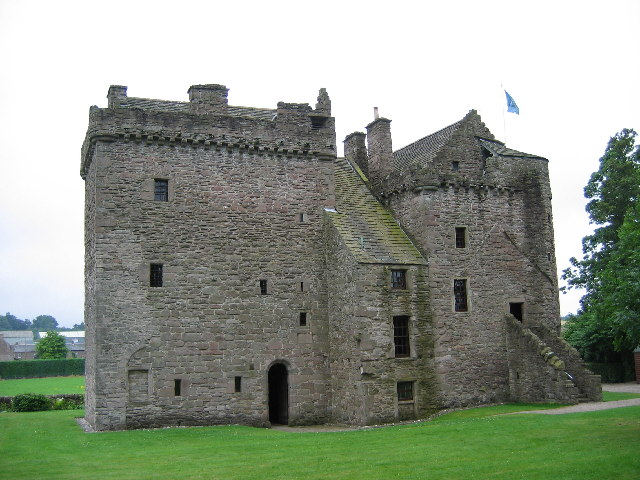
Замок Хантингтауэр

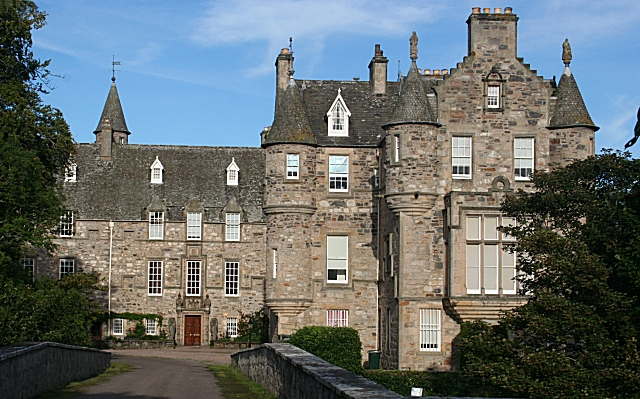
Каллен-хаус, резиденция графов Финдлейтер и Сифилд, где вырос молодой Джеймс Огилви

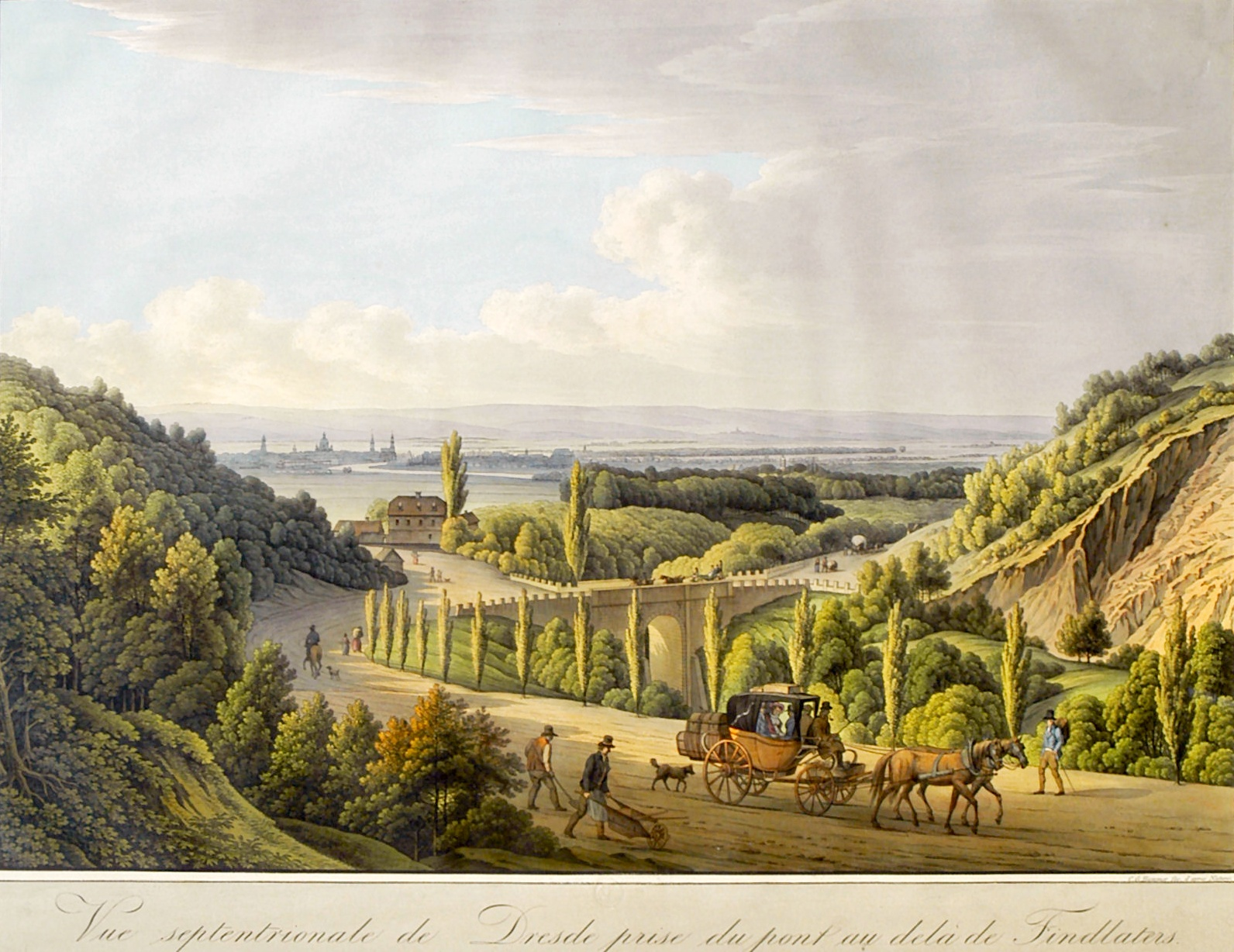
Виноградник лорда Финдлейтера близ Дрездена, контурный офорт Кристиана Готтлоба Хаммера, 1805 г.

Родился 10 апреля 1750 года в замке Хантингтауэр. Старший сын Джеймса Огилви, 6-го графа Финдлатера и 3-го графа Сифилда (ок. 1714—1770), и леди Мэри Мюррей (1720—1795), дочери Джона Мюррея, 1-го герцога Атолла. Он получил образование в колледже Крайст-черч Оксфордского университета.
3 ноября 1770 года после смерти своего отца, покончившего жизнь самоубийством , 20-летний Джеймс Огилви унаследовал титулы 4-го графа Сифилда (Пэрство Шотландии), 7-го графа Финдлатера (Пэрство Шотландии), 8-го лорда Огилви из Дескфорда (Пэрство Шотландии), 4-го виконта Сифилда (Пэрство Шотландии), 4-го виконта Рейдхейвена (Пэрство Шотландии), 4-го лорда Огилви из Каллена (Пэрство Шотландии) и 4-го лорда Огилви из Дескфорда и Каллена (Пэрство Шотландии).
После учёбы граф Финдлатер уехал с Британских островов в Брюссель в Австрийских Нидерландах, где в 1779 году женился на Кристине Терезе Мюррей (? — 24 мая 1813), дочери сэра Джозефа Мюррея, 3-го баронета из Мельгума (1718—1802), генерал-лейтенанта армии Священной Римской империи.

## Изгнание
Лорда Финдлатера часто упоминают среди тех, кто покинул Шотландию из-за своей гомосексуальной ориентации. Однако неясно, было ли это «изгнание» реальным или самовольным. В 1791 году он, по-видимому, пошутил над Джейн, герцогиней Гордон, женой Александра Гордона. Недавно был построен корабль под названием «Герцогиня Гордон» с медной обшивкой корпуса для предотвращения гниения. Было известно, как граф Финдлатер заметил: «Я уверен, что у герцогини была медная шея и наглое лицо, но я никогда не думал, что у нее была медная задница». Герцогиню Гордон это не позабавило, и она обратилась в суд. Лорд Финдлатер уехал, так и не вернувшись в Шотландию.

## Каллен
Несмотря на свои путешествия, граф Финдлатер продолжал заниматься своим поместьем и нанимал ведущих архитекторов. Например, он поручил Роберту Адаму разработать план нового дома в Каллене, а Джеймсу Плейфэру — перепроектировать существующий дом и прилегающий к нему огород. В 1773 году Джеймс Босуэлл и Сэмюэл Джонсон осмотрели поместье во время своего путешествия на Гебриды и отметили, что оно «превосходно спланировано». Хотя проекты Адама относительно нового места для родовой усадьбы не были приняты во внимание, предложение перенести Каллена вокруг церкви на его нынешнее положение вокруг гавани было реализовано, хотя и только несколько лет спустя.
С 1791 года Джон Росс, отставной профессор Абердинского университета, управлял его поместьями в Каллене. Поместья Фийндлатера в Шотландии (на момент его смерти) приносили около 40 000 фунтов стерлингов в год (около 4,6 млн фунтов стерлингов в ценах 2009 года.

## Карловы Вары
Примерно с 1794 года лорд Финдлатер посещал чешский Карлсбад (Карловы Вары), чтобы насладиться питьем термальных вод. Он стал значительным покровителем города и жертвовал большие суммы денег местным благотворительным организациям и на обустройство и улучшение окрестностей города, включая тропы. Findlaterova stezka (тропа Финдлейтера) продолжает оставаться популярной тропой . В пределах троп находится Храм Финдлейтера, классическое полукруглое здание, окруженное куполом, возведенное лордом Финдлейтером в благодарность за пользу, получаемую от вод Карлсбада. Также неподалеку находится обелиск Финдлейтера из гранита высотой двадцать восемь футов, возведенный в 1804 году в честь лорда Финдлейтера, «друга и украсителя природы, в знак благодарности граждан Карлсбада». С обелиска открывается прекрасный вид на долину внизу.

## Дрезден
В 1802 году графиня Генриетта Шаль-Риаукур поручила лорду Финдлатеру создать ландшафтный сад в английском стиле вокруг Гауссиг-хауса недалеко от Баутцена. В 1803 году личный секретарь Финдлатера Иоганн Георг Фишер приобрел поместье Хельфенберг, расположенное в Дрезденской долине Эльбы, от имени своего благодетеля. Земля включала в себя пять виноградников недалеко от Лошвица с панорамным видом на реку Эльба. В усадьбе был небольшой парк, который лорд Финдлейтер благоустроил ценными кустарниками и деревьями. На горе Бредеманшен, где сегодня находится замок Альбрехтсберг, граф Финдлейтер поручил мастеру-строителю Иоганну Августу Гизелю построить для него дворец в неоклассическом стиле. Это здание вскоре завоевало себе титул «Самый красивый семейный дворец Дрездена». Связанные террасы Эльбы были засажены беседками, прудами и виноградниками.

## Смерть

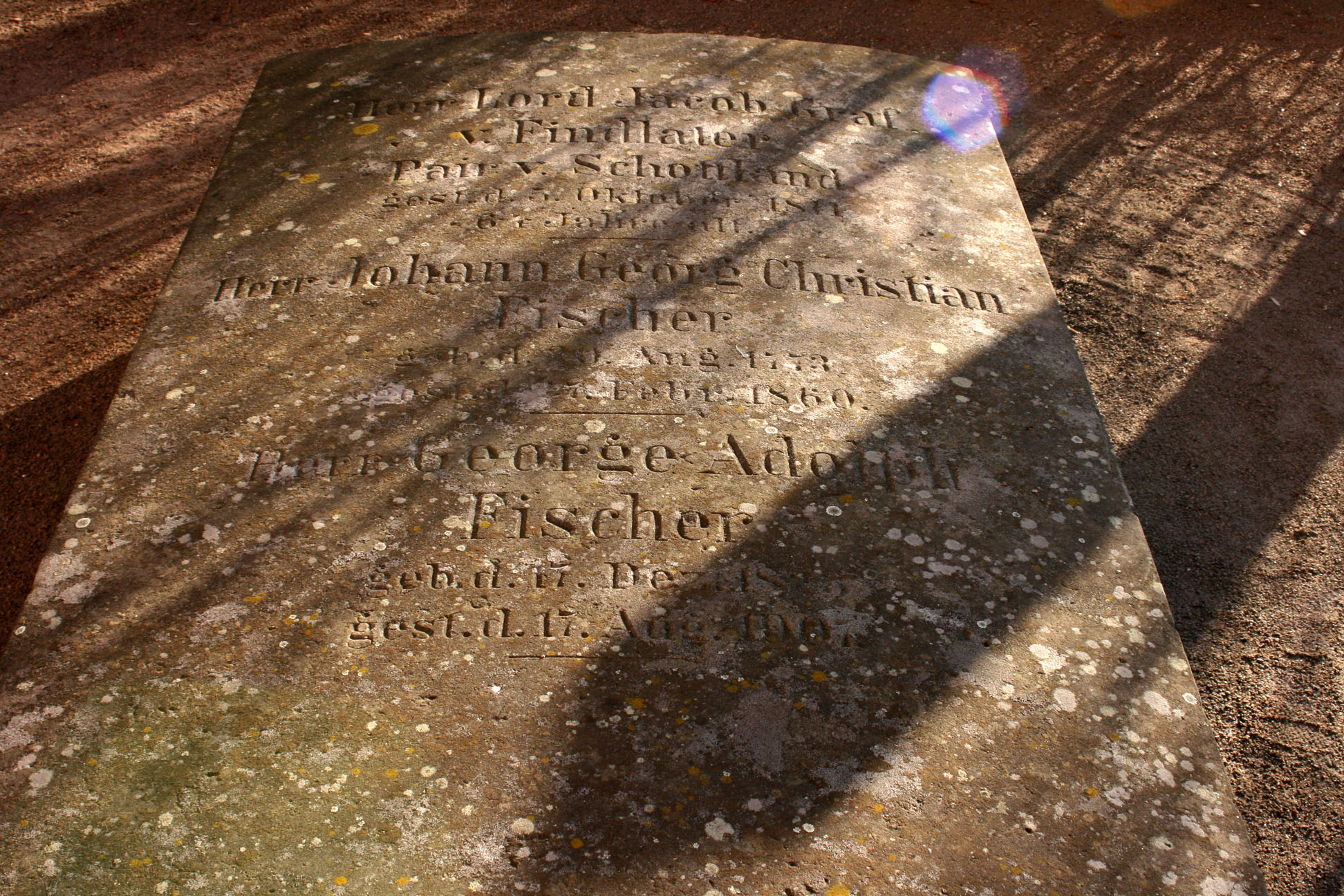
Надгробие лорду Финдлатеру и Фишеру в церкви Лошвиц

Лорд Финдлатер скончался в 1811 году и завещал имущество в Дрездене Фишеру, который жил в поместье Хельфенберг до своей смерти в 1860 году. Также после его смерти титул графа Финдлатера стал бездействующим. А титул графа Сифилда перешел к его двоюродному брату сэру Людовику Александру Гранту (1767—1840), который также взял фамилию Огилви. Лорд Финдлатер был похоронен в приходской церкви Лошвица. На надгробии изображены Финдлатер и его партнер Иоганн Георг Кристиан Фишер (1773—1860).